# Heterusia invexaria
Heterusia invexaria là một loài bướm đêm trong họ Geometridae.